# Coppa del Mondo di sci alpino 2016
La Coppa del Mondo di sci alpino 2016 è stata la cinquantesima edizione della manifestazione organizzata dalla Federazione Internazionale Sci; ha avuto inizio il 24 ottobre 2015 a Sölden, in Austria, e si è conclusa il 20 marzo 2016 a Sankt Moritz, in Svizzera.
In campo maschile sono state disputate 44 delle 46 gare in programma (11 discese libere, 8 supergiganti, 10 slalom giganti, 10 slalom speciali, 3 combinate, 2 slalom paralleli), in 21 diverse località. L'austriaco Marcel Hirscher si è aggiudicato sia la Coppa del Mondo generale, sia quella di slalom gigante; l'italiano Peter Fill ha vinto la Coppa di discesa libera, il norvegese Aleksander Aamodt Kilde quella di supergigante, il suo connazionale Henrik Kristoffersen quella di slalom speciale e il francese Alexis Pinturault quella di combinata. Hirscher era il detentore uscente della Coppa generale.
In campo femminile sono state disputate 40 delle 42 gare in programma (9 discese libere, 8 supergiganti, 9 slalom giganti, 10 slalom speciali, 3 combinate, 1 slalom parallelo), in 22 diverse località. La svizzera Lara Gut si è aggiudicata sia la Coppa del Mondo generale, sia quella di supergigante; la statunitense Lindsey Vonn ha vinto la Coppa di discesa libera, l'austriaca Eva-Maria Brem quella di slalom gigante, la svedese Frida Hansdotter quella di slalom speciale e la svizzera Wendy Holdener quella di combinata. L'austriaca Anna Fenninger era la detentrice uscente della Coppa generale.
Per l'undicesima stagione consecutiva, il calendario ha previsto una gara a squadre mista, disputata durante le finali di Sankt Moritz; dopo tre anni d'assenza, è tornata a essere assegnata la Coppa del Mondo di combinata.

## Uomini
Dopo circa un decennio di assenza, la Coppa del Mondo maschile è tornata a far tappa in Estremo Oriente, con due gare tecniche in Giappone e due di velocità in Corea del Sud, nel mese di febbraio. Hanno debuttato altresì nel calendario gli slalom paralleli dell'Alta Badia e di Stoccolma.

### Risultati
| Data             | Località                | Nazione       | Pista                  | Spec. | Primo                   | Secondo                                | Terzo                    |
| ---------------- | ----------------------- | ------------- | ---------------------- | ----- | ----------------------- | -------------------------------------- | ------------------------ |
| 25 ottobre 2015  | Sölden                  | Austria       | Rettenbach             | GS    | Ted Ligety              | Thomas Fanara                          | Marcel Hirscher          |
| 15 novembre 2015 | Levi                    | Finlandia     | Levi Black             | SL    | annullata               | annullata                              | annullata                |
| 28 novembre 2015 | Lake Louise             | Canada        | Men's Olympic Downhill | DH    | Aksel Lund Svindal      | Peter Fill                             | Travis Ganong            |
| 29 novembre 2015 | Lake Louise             | Canada        | Men's Olympic Downhill | SG    | Aksel Lund Svindal      | Matthias Mayer                         | Peter Fill               |
| 4 dicembre 2015  | Beaver Creek            | Stati Uniti   | Birds of Prey          | DH    | Aksel Lund Svindal      | Kjetil Jansrud                         | Guillermo Fayed          |
| 5 dicembre 2015  | Beaver Creek            | Stati Uniti   | Birds of Prey          | SG    | Marcel Hirscher         | Ted Ligety                             | Andrew Weibrecht         |
| 6 dicembre 2015  | Beaver Creek            | Stati Uniti   | Birds of Prey          | GS    | Marcel Hirscher         | Victor Muffat Jeandet                  | Henrik Kristoffersen     |
| 12 dicembre 2015 | Val-d'Isère             | Francia       | La face de Bellevarde  | GS    | Marcel Hirscher         | Felix Neureuther                       | Victor Muffat Jeandet    |
| 13 dicembre 2015 | Val-d'Isère             | Francia       | La face de Bellevarde  | SL    | Henrik Kristoffersen    | Marcel Hirscher                        | Felix Neureuther         |
| 18 dicembre 2015 | Val Gardena             | Italia        | Saslong                | SG    | Aksel Lund Svindal      | Kjetil Jansrud                         | Aleksander Aamodt Kilde  |
| 19 dicembre 2015 | Val Gardena             | Italia        | Saslong                | DH    | Aksel Lund Svindal      | Guillermo Fayed                        | Kjetil Jansrud           |
| 20 dicembre 2015 | Alta Badia              | Italia        | Gran Risa              | GS    | Marcel Hirscher         | Henrik Kristoffersen                   | Victor Muffat Jeandet    |
| 21 dicembre 2015 | Alta Badia              | Italia        | Gran Risa              | PR    | Kjetil Jansrud          | Aksel Lund Svindal                     | André Myhrer             |
| 22 dicembre 2015 | Madonna di Campiglio    | Italia        | 3-Tre                  | SL    | Henrik Kristoffersen    | Marcel Hirscher                        | Marco Schwarz            |
| 29 dicembre 2015 | Santa Caterina Valfurva | Italia        | Deborah Compagnoni     | DH    | Adrien Théaux           | Hannes Reichelt                        | David Poisson            |
| 1º gennaio 2016  | Monaco di Baviera       | Germania      | Olympiapark            | PR    | annullata               | annullata                              | annullata                |
| 6 gennaio 2016   | Santa Caterina Valfurva | Italia        | Deborah Compagnoni     | SL    | Marcel Hirscher         | Henrik Kristoffersen                   | Aleksandr Chorošilov     |
| 10 gennaio 2016  | Adelboden               | Svizzera      | Chuenisbärgli          | SL    | Henrik Kristoffersen    | Marcel Hirscher                        | Aleksandr Chorošilov     |
| 15 gennaio 2016  | Wengen                  | Svizzera      | Lauberhorn             | KB    | Kjetil Jansrud          | Aksel Lund Svindal                     | Adrien Théaux            |
| 16 gennaio 2016  | Wengen                  | Svizzera      | Lauberhorn             | DH    | Aksel Lund Svindal      | Hannes Reichelt                        | Klaus Kröll              |
| 17 gennaio 2016  | Wengen                  | Svizzera      | Lauberhorn             | SL    | Henrik Kristoffersen    | Giuliano Razzoli                       | Stefano Gross            |
| 22 gennaio 2016  | Kitzbühel               | Austria       | Streifalm              | SG    | Aksel Lund Svindal      | Andrew Weibrecht                       | Hannes Reichelt          |
| 22 gennaio 2016  | Kitzbühel               | Austria       | Streifalm Ganslern     | KB    | Alexis Pinturault       | Victor Muffat Jeandet                  | Thomas Mermillod Blondin |
| 23 gennaio 2016  | Kitzbühel               | Austria       | Streif                 | DH    | Peter Fill              | Beat Feuz                              | Carlo Janka              |
| 24 gennaio 2016  | Kitzbühel               | Austria       | Ganslern               | SL    | Henrik Kristoffersen    | Marcel Hirscher                        | Fritz Dopfer             |
| 26 gennaio 2016  | Schladming              | Austria       | Planai                 | SL    | Henrik Kristoffersen    | Marcel Hirscher                        | Aleksandr Chorošilov     |
| 30 gennaio 2016  | Garmisch-Partenkirchen  | Germania      | Kandahar               | DH    | Aleksander Aamodt Kilde | Boštjan Kline                          | Beat Feuz                |
| 6 febbraio 2016  | Jeongseon               | Corea del Sud | Jeongseon Downhill     | DH    | Kjetil Jansrud          | Dominik Paris                          | Steven Nyman             |
| 7 febbraio 2016  | Jeongseon               | Corea del Sud | Jeongseon Downhill     | SG    | Carlo Janka             | Christof Innerhofer                    | Vincent Kriechmayr       |
| 13 febbraio 2016 | Naeba                   | Giappone      | 2016 World Cup Course  | GS    | Alexis Pinturault       | Mathieu Faivre                         | Massimiliano Blardone    |
| 14 febbraio 2016 | Naeba                   | Giappone      | 2016 World Cup Course  | SL    | Felix Neureuther        | André Myhrer                           | Marco Schwarz            |
| 19 febbraio 2016 | Chamonix                | Francia       | La Verte des Houches   | KB    | Alexis Pinturault       | Dominik Paris                          | Thomas Mermillod Blondin |
| 20 febbraio 2016 | Chamonix                | Francia       | La Verte des Houches   | DH    | Dominik Paris           | Steven Nyman                           | Beat Feuz                |
| 23 febbraio 2016 | Stoccolma               | Svezia        | Hammarbybacken         | PR    | Marcel Hirscher         | André Myhrer                           | Stefano Gross            |
| 26 febbraio 2016 | Hinterstoder            | Austria       | Hannes Trinkl          | GS    | Alexis Pinturault       | Marcel Hirscher                        | Thomas Fanara            |
| 27 febbraio 2016 | Hinterstoder            | Austria       | Hannes Trinkl          | SG    | Aleksander Aamodt Kilde | Boštjan Kline                          | Marcel Hirscher          |
| 28 febbraio 2016 | Hinterstoder            | Austria       | Hannes Trinkl          | GS    | Alexis Pinturault       | Marcel Hirscher                        | Henrik Kristoffersen     |
| 4 marzo 2016     | Kranjska Gora           | Slovenia      | Podkoren               | GS    | Alexis Pinturault       | Philipp Schörghofer                    | Marcel Hirscher          |
| 5 marzo 2016     | Kranjska Gora           | Slovenia      | Podkoren               | GS    | Marcel Hirscher         | Alexis Pinturault                      | Henrik Kristoffersen     |
| 6 marzo 2016     | Kranjska Gora           | Slovenia      | Podkoren               | SL    | Marcel Hirscher         | Henrik Kristoffersen                   | Stefano Gross            |
| 12 marzo 2016    | Lillehammer Kvitfjell   | Norvegia      | Olympiabakken          | DH    | Dominik Paris           | Valentin Giraud Moine                  | Steven Nyman             |
| 13 marzo 2016    | Lillehammer Kvitfjell   | Norvegia      | Olympiabakken          | SG    | Kjetil Jansrud          | Vincent Kriechmayr                     | Dominik Paris            |
| 16 marzo 2016    | Sankt Moritz            | Svizzera      | Corviglia              | DH    | Beat Feuz               | Steven Nyman                           | Erik Guay                |
| 17 marzo 2016    | Sankt Moritz            | Svizzera      | Corviglia              | SG    | Beat Feuz               | Kjetil Jansrud Aleksander Aamodt Kilde |                          |
| 19 marzo 2016    | Sankt Moritz            | Svizzera      | Corviglia              | GS    | Thomas Fanara           | Alexis Pinturault                      | Mathieu Faivre           |
| 20 marzo 2016    | Sankt Moritz            | Svizzera      | Corviglia              | SL    | André Myhrer            | Marcel Hirscher                        | Sebastian Foss Solevåg   |

Legenda:

DH = discesa libera

SG = supergigante

GS = slalom gigante

SL = slalom speciale

KB = combinata

PR = slalom parallelo

### Classifiche

#### Generale

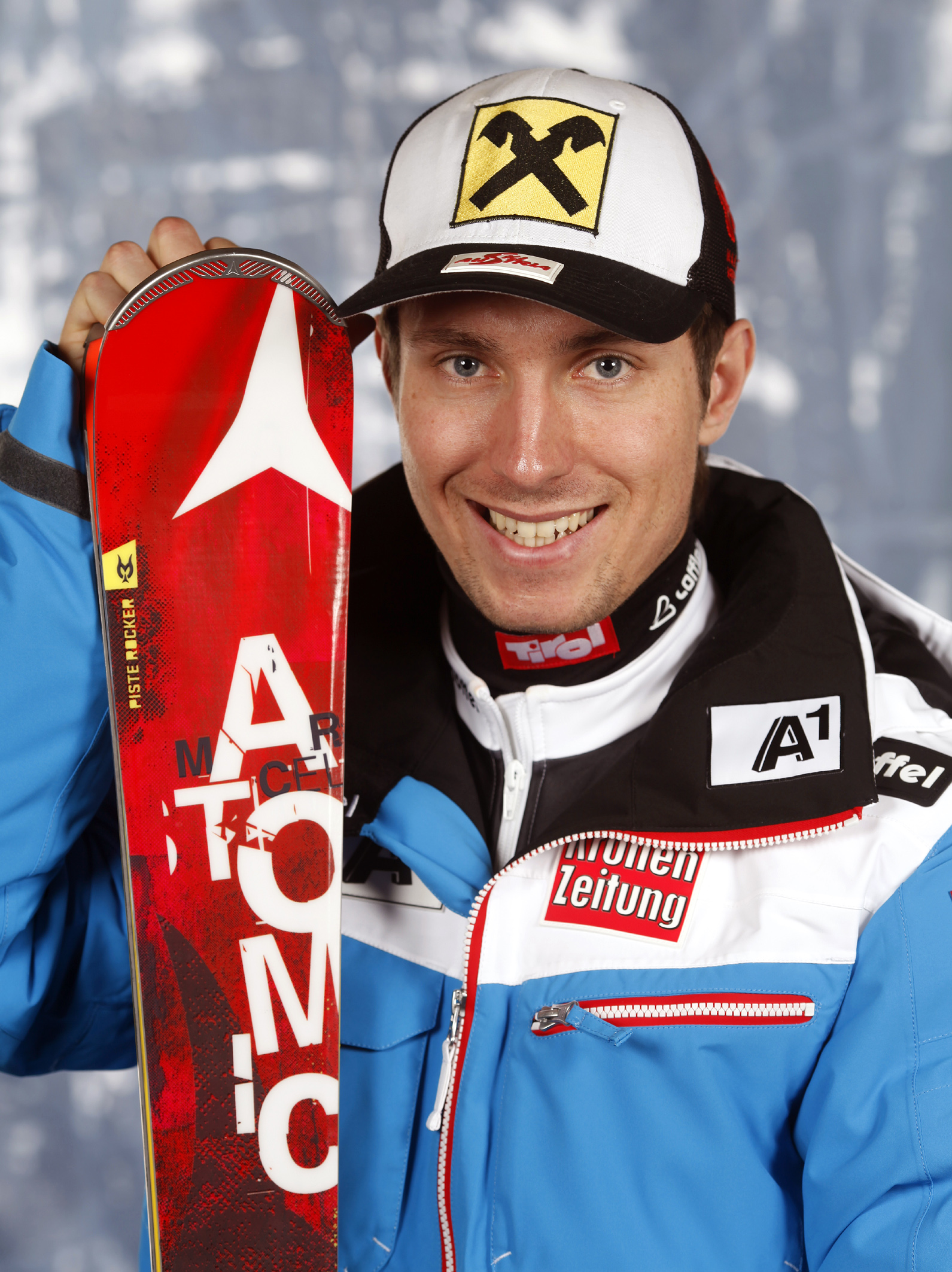
Marcel Hirscher nel 2013

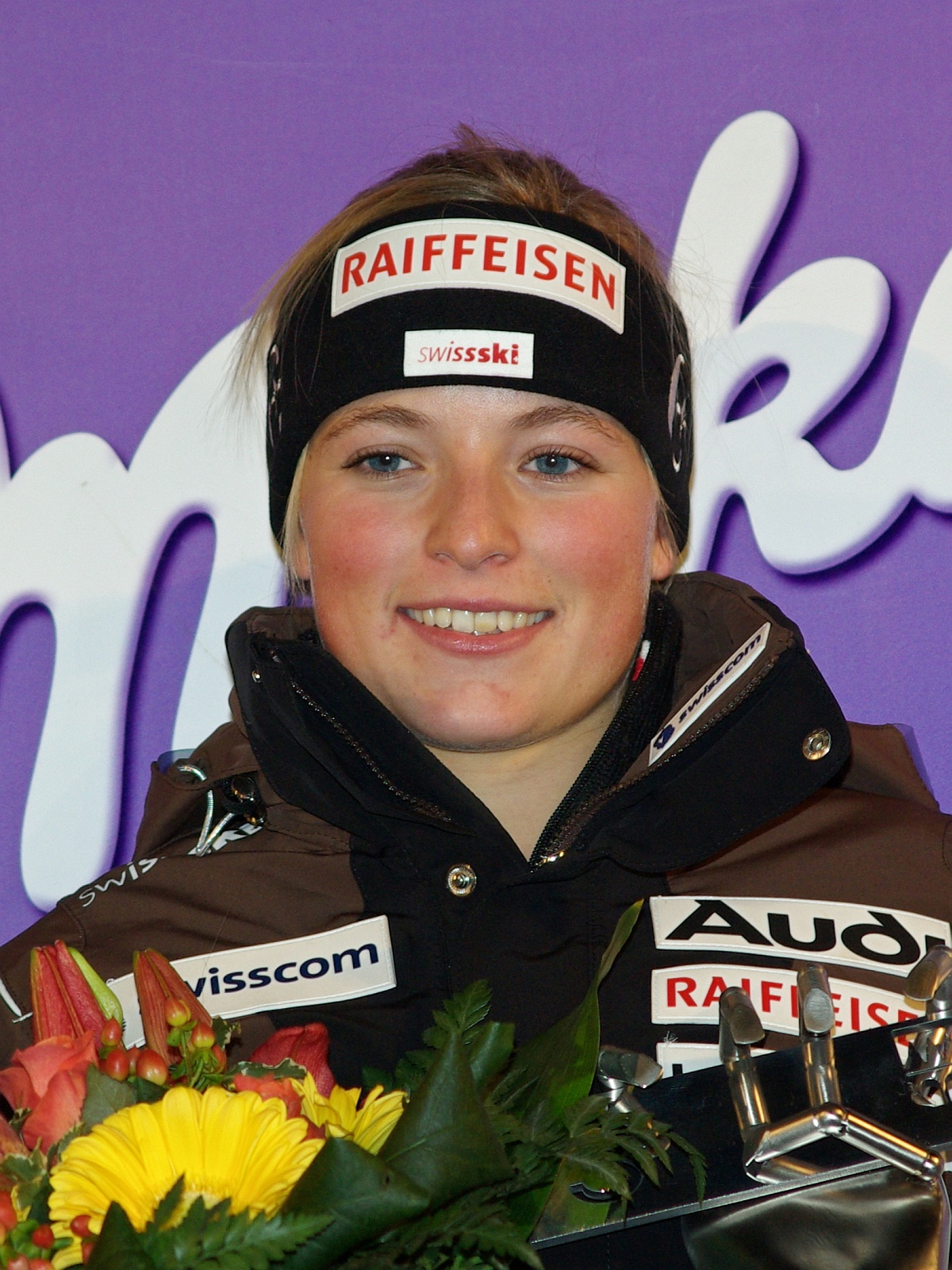
Lara Gut nel 2008

| Pos. | Nome                    | Nazione  | Punti |
| ---- | ----------------------- | -------- | ----- |
| 1    | Marcel Hirscher         | Austria  | 1795  |
| 2    | Henrik Kristoffersen    | Norvegia | 1298  |
| 3    | Alexis Pinturault       | Francia  | 1200  |
| 4    | Kjetil Jansrud          | Norvegia | 1161  |
| 5    | Aksel Lund Svindal      | Norvegia | 916   |
| 6    | Dominik Paris           | Italia   | 805   |
| 7    | Aleksander Aamodt Kilde | Norvegia | 756   |
| 8    | Felix Neureuther        | Germania | 743   |
| 9    | Carlo Janka             | Svizzera | 737   |
| 10   | Peter Fill              | Italia   | 736   |

#### Discesa libera
| Pos. | Nome               | Nazione  | Punti |
| ---- | ------------------ | -------- | ----- |
| 1    | Peter Fill         | Italia   | 462   |
| 2    | Aksel Lund Svindal | Norvegia | 436   |
| 3    | Kjetil Jansrud     | Norvegia | 432   |
| 3    | Dominik Paris      | Italia   | 432   |
| 5    | Beat Feuz          | Svizzera | 414   |

#### Supergigante
| Pos. | Nome                    | Nazione  | Punti |
| ---- | ----------------------- | -------- | ----- |
| 1    | Aleksander Aamodt Kilde | Norvegia | 415   |
| 2    | Kjetil Jansrud          | Norvegia | 375   |
| 3    | Aksel Lund Svindal      | Norvegia | 310   |
| 4    | Vincent Kriechmayr      | Austria  | 298   |
| 5    | Carlo Janka             | Svizzera | 259   |

#### Slalom gigante
| Pos. | Nome                  | Nazione  | Punti |
| ---- | --------------------- | -------- | ----- |
| 1    | Marcel Hirscher       | Austria  | 766   |
| 2    | Alexis Pinturault     | Francia  | 690   |
| 3    | Henrik Kristoffersen  | Norvegia | 487   |
| 4    | Mathieu Faivre        | Francia  | 423   |
| 5    | Victor Muffat Jeandet | Francia  | 405   |

#### Slalom speciale
| Pos. | Nome                 | Nazione  | Punti |
| ---- | -------------------- | -------- | ----- |
| 1    | Henrik Kristoffersen | Norvegia | 811   |
| 2    | Marcel Hirscher      | Austria  | 780   |
| 3    | Felix Neureuther     | Germania | 389   |
| 4    | André Myhrer         | Svezia   | 367   |
| 5    | Aleksandr Chorošilov | Russia   | 358   |

#### Combinata
| Pos. | Nome                     | Nazione  | Punti |
| ---- | ------------------------ | -------- | ----- |
| 1    | Alexis Pinturault        | Francia  | 220   |
| 2    | Thomas Mermillod Blondin | Francia  | 170   |
| 3    | Kjetil Jansrud           | Norvegia | 165   |
| 4    | Dominik Paris            | Italia   | 161   |
| 5    | Victor Muffat Jeandet    | Francia  | 130   |

## Donne
Debutto assoluto in Coppa del Mondo per La Thuile, mentre Jasná è tornata ad accogliere il massimo circuito FIS dopo oltre trent'anni d'assenza.

### Risultati
| Data             | Località                | Nazione     | Pista                  | Spec. | Prima                | Seconda              | Terza                 |
| ---------------- | ----------------------- | ----------- | ---------------------- | ----- | -------------------- | -------------------- | --------------------- |
| 24 ottobre 2015  | Sölden                  | Austria     | Rettenbach             | GS    | Federica Brignone    | Mikaela Shiffrin     | Tina Weirather        |
| 27 novembre 2015 | Aspen                   | Stati Uniti | Lower Ruthie's         | GS    | Lara Gut             | Eva-Maria Brem       | Federica Brignone     |
| 28 novembre 2015 | Aspen                   | Stati Uniti | Lower Ruthie's         | SL    | Mikaela Shiffrin     | Veronika Zuzulová    | Frida Hansdotter      |
| 29 novembre 2015 | Aspen                   | Stati Uniti | Lower Ruthie's         | SL    | Mikaela Shiffrin     | Frida Hansdotter     | Šárka Záhrobská       |
| 4 dicembre 2015  | Lake Louise             | Canada      | Men's Olympic Downhill | DH    | Lindsey Vonn         | Cornelia Hütter      | Ramona Siebenhofer    |
| 5 dicembre 2015  | Lake Louise             | Canada      | Men's Olympic Downhill | DH    | Lindsey Vonn         | Fabienne Suter       | Cornelia Hütter       |
| 6 dicembre 2015  | Lake Louise             | Canada      | Men's Olympic Downhill | SG    | Lindsey Vonn         | Tamara Tippler       | Cornelia Hütter       |
| 12 dicembre 2015 | Åre                     | Svezia      | Olympia                | GS    | Lindsey Vonn         | Eva-Maria Brem       | Federica Brignone     |
| 13 dicembre 2015 | Åre                     | Svezia      | Olympia                | SL    | Petra Vlhová         | Frida Hansdotter     | Nina Løseth           |
| 18 dicembre 2015 | Val-d'Isère             | Francia     | Oreiller-Killy         | KB    | Lara Gut             | Lindsey Vonn         | Michaela Kirchgasser  |
| 19 dicembre 2015 | Val-d'Isère             | Francia     | Oreiller-Killy         | DH    | Lara Gut             | Fabienne Suter       | Larisa Yurkiw         |
| 20 dicembre 2015 | Courchevel              | Francia     | Émile Allais           | GS    | Eva-Maria Brem       | Lara Gut Nina Løseth |                       |
| 28 dicembre 2015 | Lienz                   | Austria     | Schlossberg            | GS    | Lara Gut             | Tina Weirather       | Viktoria Rebensburg   |
| 29 dicembre 2015 | Lienz                   | Austria     | Schlossberg            | SL    | Frida Hansdotter     | Wendy Holdener       | Petra Vlhová          |
| 1º gennaio 2016  | Monaco di Baviera       | Germania    | Olympiapark            | PR    | annullata            | annullata            | annullata             |
| 5 gennaio 2016   | Santa Caterina Valfurva | Italia      | Deborah Compagnoni     | SL    | Nina Løseth          | Šárka Záhrobská      | Veronika Zuzulová     |
| 9 gennaio 2016   | Altenmarkt-Zauchensee   | Austria     | Kälberloch             | DH    | Lindsey Vonn         | Larisa Yurkiw        | Cornelia Hütter       |
| 10 gennaio 2016  | Altenmarkt-Zauchensee   | Austria     | Kälberloch             | SG    | Lindsey Vonn         | Lara Gut             | Cornelia Hütter       |
| 12 gennaio 2016  | Flachau                 | Austria     | Griessenkar            | SL    | Veronika Zuzulová    | Šárka Záhrobská      | Frida Hansdotter      |
| 15 gennaio 2016  | Flachau                 | Austria     | Griessenkar            | SL    | Veronika Zuzulová    | Frida Hansdotter     | Petra Vlhová          |
| 17 gennaio 2016  | Flachau                 | Austria     | Griessenkar            | GS    | Viktoria Rebensburg  | Ana Drev             | Federica Brignone     |
| 23 gennaio 2016  | Cortina d'Ampezzo       | Italia      | Olimpia delle Tofane   | DH    | Lindsey Vonn         | Larisa Yurkiw        | Lara Gut              |
| 24 gennaio 2016  | Cortina d'Ampezzo       | Italia      | Olimpia delle Tofane   | SG    | Lindsey Vonn         | Tina Weirather       | Viktoria Rebensburg   |
| 30 gennaio 2016  | Maribor                 | Slovenia    | Pohorje                | GS    | Viktoria Rebensburg  | Ana Drev             | Tina Weirather        |
| 6 febbraio 2016  | Garmisch-Partenkirchen  | Germania    | Kandahar               | DH    | Lindsey Vonn         | Fabienne Suter       | Viktoria Rebensburg   |
| 7 febbraio 2016  | Garmisch-Partenkirchen  | Germania    | Kandahar               | SG    | Lara Gut             | Viktoria Rebensburg  | Lindsey Vonn          |
| 14 febbraio 2016 | Crans-Montana           | Svizzera    | Nationale              | KB    | annullata            | annullata            | annullata             |
| 15 febbraio 2016 | Crans-Montana           | Svizzera    | Nationale              | SL    | Mikaela Shiffrin     | Nastasia Noens       | Marie-Michèle Gagnon  |
| 19 febbraio 2016 | La Thuile               | Italia      | 3-Franco Berthod       | DH    | Lara Gut             | Cornelia Hütter      | Nadia Fanchini        |
| 20 febbraio 2016 | La Thuile               | Italia      | 3-Franco Berthod       | DH    | Nadia Fanchini       | Lindsey Vonn         | Daniela Merighetti    |
| 21 febbraio 2016 | La Thuile               | Italia      | 3-Franco Berthod       | SG    | Tina Weirather       | Lara Gut             | Lindsey Vonn          |
| 23 febbraio 2016 | Stoccolma               | Svezia      | Hammarbybacken         | PR    | Wendy Holdener       | Frida Hansdotter     | Maria Pietilä Holmner |
| 27 febbraio 2016 | Soldeu                  | Andorra     | Aliga                  | SG    | Federica Brignone    | Laurenne Ross        | Tamara Tippler        |
| 28 febbraio 2016 | Soldeu                  | Andorra     | Aliga Aliga Vella      | KB    | Marie-Michèle Gagnon | Wendy Holdener       | Anne-Sophie Barthet   |
| 6 marzo 2016     | Jasná                   | Slovacchia  | Luková-Priehyba        | SL    | Mikaela Shiffrin     | Wendy Holdener       | Veronika Zuzulová     |
| 7 marzo 2016     | Jasná                   | Slovacchia  | Luková-Priehyba        | GS    | Eva-Maria Brem       | Viktoria Rebensburg  | Federica Brignone     |
| 12 marzo 2016    | Lenzerheide             | Svizzera    | Silvano Beltrametti    | SG    | Cornelia Hütter      | Fabienne Suter       | Tamara Tippler        |
| 13 marzo 2016    | Lenzerheide             | Svizzera    | Silvano Beltrametti    | KB    | Wendy Holdener       | Michaela Kirchgasser | Lara Gut              |
| 16 marzo 2016    | Sankt Moritz            | Svizzera    | Engiadina              | DH    | Mirjam Puchner       | Fabienne Suter       | Elena Curtoni         |
| 17 marzo 2016    | Sankt Moritz            | Svizzera    | Corviglia              | SG    | Tina Weirather       | Lara Gut             | Cornelia Hütter       |
| 19 marzo 2016    | Sankt Moritz            | Svizzera    | Corviglia              | SL    | Mikaela Shiffrin     | Veronika Zuzulová    | Frida Hansdotter      |
| 20 marzo 2016    | Sankt Moritz            | Svizzera    | Corviglia              | GS    | Viktoria Rebensburg  | Taïna Barioz         | Lara Gut              |

Legenda:

DH = discesa libera

SG = supergigante

GS = slalom gigante

SL = slalom speciale

KB = combinata

PR = slalom parallelo

### Classifiche

#### Generale
| Pos. | Nome                | Nazione       | Punti |
| ---- | ------------------- | ------------- | ----- |
| 1    | Lara Gut            | Svizzera      | 1522  |
| 2    | Lindsey Vonn        | Stati Uniti   | 1235  |
| 3    | Viktoria Rebensburg | Germania      | 1147  |
| 4    | Tina Weirather      | Liechtenstein | 1016  |
| 5    | Frida Hansdotter    | Svezia        | 915   |
| 6    | Wendy Holdener      | Svizzera      | 817   |
| 7    | Cornelia Hütter     | Austria       | 811   |
| 8    | Federica Brignone   | Italia        | 787   |
| 9    | Nina Løseth         | Norvegia      | 665   |
| 10   | Mikaela Shiffrin    | Stati Uniti   | 648   |
| 10   | Fabienne Suter      | Svizzera      | 648   |

#### Discesa libera
| Pos. | Nome            | Nazione     | Punti |
| ---- | --------------- | ----------- | ----- |
| 1    | Lindsey Vonn    | Stati Uniti | 580   |
| 2    | Fabienne Suter  | Svizzera    | 463   |
| 3    | Larisa Yurkiw   | Canada      | 407   |
| 4    | Lara Gut        | Svizzera    | 394   |
| 5    | Cornelia Hütter | Austria     | 387   |

#### Supergigante
| Pos. | Nome                | Nazione       | Punti |
| ---- | ------------------- | ------------- | ----- |
| 1    | Lara Gut            | Svizzera      | 481   |
| 2    | Tina Weirather      | Liechtenstein | 436   |
| 3    | Lindsey Vonn        | Stati Uniti   | 420   |
| 4    | Cornelia Hütter     | Austria       | 400   |
| 5    | Viktoria Rebensburg | Germania      | 293   |

#### Slalom gigante
| Pos. | Nome                | Nazione       | Punti |
| ---- | ------------------- | ------------- | ----- |
| 1    | Eva-Maria Brem      | Austria       | 592   |
| 2    | Viktoria Rebensburg | Germania      | 590   |
| 3    | Lara Gut            | Svizzera      | 472   |
| 4    | Federica Brignone   | Italia        | 425   |
| 5    | Tina Weirather      | Liechtenstein | 321   |

#### Slalom speciale
| Pos. | Nome              | Nazione     | Punti |
| ---- | ----------------- | ----------- | ----- |
| 1    | Frida Hansdotter  | Svezia      | 711   |
| 2    | Veronika Zuzulová | Slovacchia  | 626   |
| 3    | Wendy Holdener    | Svizzera    | 561   |
| 4    | Mikaela Shiffrin  | Stati Uniti | 500   |
| 5    | Šárka Záhrobská   | Rep. Ceca   | 493   |

#### Combinata
| Pos. | Nome                 | Nazione     | Punti |
| ---- | -------------------- | ----------- | ----- |
| 1    | Wendy Holdener       | Svizzera    | 198   |
| 2    | Lara Gut             | Svizzera    | 160   |
| 3    | Michaela Kirchgasser | Austria     | 153   |
| 4    | Marie-Michèle Gagnon | Canada      | 145   |
| 5    | Anne-Sophie Barthet  | Francia     | 100   |
| 5    | Lindsey Vonn         | Stati Uniti | 100   |

## Coppa delle Nazioni

### Risultati
| Data          | Località     | Nazione  | Pista              | Spec. | Prima                                                                                               | Seconda                                                                                                 | Terza |
| ------------- | ------------ | -------- | ------------------ | ----- | --------------------------------------------------------------------------------------------------- | --- | --- |
| 18 marzo 2016 | Sankt Moritz | Svizzera | Corviglia/Suvretta | PR    | Svizzera Charlotte Chable Michelle Gisin Wendy Holdener Justin Murisier Reto Schmidiger Daniel Yule | Germania Lena Dürr Christina Geiger Katrin Hirtl-Stanggaßinger Fritz Dopfer Stefan Luitz Dominik Stehle | Svezia Frida Hansdotter Maria Pietilä Holmner Anna Swenn Larsson Jens Byggmark Mattias Hargin André Myhrer |

Legenda:

PR = slalom parallelo

### Classifiche
Le classifiche della Coppa delle Nazioni vengono stilate sommando i punti ottenuti da ogni atleta in ogni gara individuale e quelli assegnati nella gara a squadre.

#### Generale
| Pos. | Nazione  | Punti |
| ---- | -------- | ----- |
| 1    | Austria  | 10591 |
| 2    | Italia   | 8770  |
| 3    | Francia  | 7733  |
| 4    | Svizzera | 7195  |
| 5    | Norvegia | 5929  |

#### Uomini
| Pos. | Nazione  | Punti |
| ---- | -------- | ----- |
| 1    | Austria  | 5804  |
| 2    | Francia  | 5603  |
| 3    | Norvegia | 4833  |
| 4    | Italia   | 4512  |
| 5    | Svizzera | 2940  |

#### Donne
| Pos. | Nazione     | Punti |
| ---- | ----------- | ----- |
| 1    | Austria     | 4787  |
| 2    | Italia      | 4258  |
| 3    | Svizzera    | 4255  |
| 4    | Stati Uniti | 3077  |
| 5    | Svezia      | 2432  |